# 大浪淀
大浪淀是一个位于中国河北省沧州市沧县、南皮县和孟村回族自治县之间的淡水湖，面积约为17.34平方千米。大浪淀原为徒骇河故道，分东西两淀，东西长，南北窄，似葫芦状。西淀部分现已改造成为大浪淀水库。